# العلاقات الألمانية الناميبية
العلاقات الألمانية الناميبية هي العلاقات الثنائية التي تجمع بين ألمانيا وناميبيا.

## مقارنة بين البلدين
هذه مقارنة عامة ومرجعية للدولتين:
| وجه المقارنة                                              | ألمانيا                                                                              | ناميبيا      |
| --------------------------------------------------------- | ------------------------------------------------------------------------------------ | ------------ |
| المساحة (كم2)                                             | 357.41 ألف                                                                           | 825.62 ألف   |
| عدد السكان (نسمة)                                         | 81.29 مليون                                                                          | 2.53 مليون   |
| الكثافة السكانية (ن./كم²)                                 | 227.44                                                                               | 3.06         |
| العاصمة                                                   | بون، برلين                                                                           | ويندهوك      |
| اللغة الرسمية                                             | اللغة الألمانية                                                                      | لغة إنجليزية |
| العملة                                                    | يورو، مارك ألماني                                                                    | دولار ناميبي |
| الناتج المحلي الإجمالي (بليون دولار)                      | 3.68 تريليون                                                                         | 13.24 مليار  |
| الناتج المحلي الإجمالي (تعادل القوة الشرائية) بليون دولار | 3.92 تريليون                                                                         | 25.60 مليار  |
| الناتج المحلي الإجمالي الاسمي للفرد دولار أمريكي          | 41.31 ألف                                                                            | 4.67 ألف     |
| الناتج المحلي الإجمالي للفرد دولار أمريكي                 | 46.40 ألف                                                                            | 9.96 ألف     |
| مؤشر التنمية البشرية                                      | 0.926                                                                                | 0.628        |
| رمز المكالمات الدولي                                      | +49                                                                                  | +264         |
| رمز الإنترنت                                              | .de                                                                                  | .na          |
| المنطقة الزمنية                                           | توقيت وسط أوروبا، ت ع م+01:00، ت ع م+02:00، توقيت أوروبا الوسطى المعياري (ت غ م +1) ‏ | ت ع م+02:00  |

## مدن متوأمة
في ما يلي قائمة باتفاقيات التوأمة بين مدن ألمانية وناميبية:
- ترتبط بريمن مع ويندهوك باتفاقية توأمة منذ 1976.[18][18][18]
- ترتبط برلين مع ويندهوك باتفاقية توأمة منذ 14 مايو 1994.[19][19][19][19]
- ترتبط فتسلار مع ويندهوك باتفاقية توأمة منذ 1960.
- ترتبط تروسينغن مع ويندهوك باتفاقية توأمة.

## منظمات دولية مشتركة
يشترك البلدان في عضوية مجموعة من المنظمات الدولية، منها:
| علم المنظمة | اسم المنظمة                                                | تاريخ انضمام ألمانيا | تاريخ انضمام ناميبيا |
| ----------- | ---------------------------------------------------------- | -------------------- | -------------------- |
|             | مؤسسة التمويل الدولية                                      | 20 يوليو 1956        | 25 سبتمبر 1990       |
|             | منظمة حظر الأسلحة الكيميائية                               | 29 أبريل 1997        | ?                    |
|             | البنك الإفريقي للتنمية                                     | ?                    | ?                    |
|             | يونسكو                                                     | 11 يوليو 1951        | 2 نوفمبر 1978        |
|             | الأمم المتحدة                                              | 18 سبتمبر 1973       | 23 أبريل 1990        |
|             | الاتحاد الدولي للاتصالات                                   | 1866                 | 25 يناير 1984        |
|             | منظمة الشرطة الجنائية الدولية                              | ?                    | ?                    |
|             | البنك الدولي للإنشاء والتعمير                              | 14 أغسطس 1952        | 25 سبتمبر 1990       |
|             | العملية المشتركة للاتحاد الأفريقي والأمم المتحدة في دارفور | ?                    | ?                    |
|             | الاتحاد البريدي العالمي                                    | 1 يوليو 1875         | ?                    |
|             | منظمة التجارة العالمية                                     | ?                    | ?                    |
|             | وكالة ضمان الاستثمار متعدد الأطراف                         | 12 أبريل 1988        | 25 سبتمبر 1990       |

## أعلام
هذه قائمة لبعض الشخصيات التي تربطها علاقات بالبلدين:
- أوليفر ريسر (لاعب كرة قدم ألماني، 17 سبتمبر 1980[37] – )
- إريك هوفمان (درّاج طريق ناميبي، 22 أغسطس 1981 – )
- فيلكو ريسر (لاعب كرة قدم ناميبي، 11 أغسطس 1982[38] – )

## وصلات خارجية
- موقع وزارة الخارجية الألمانية